# Aderus subrufus
Aderus subrufus é uma espécie de inseto besouro da família Aderidae. Foi descrita cientificamente por George Charles Champion em 1924.

## Distribuição geográfica
Habita na Índia.